# Callimenus latipes
Callimenus latipes är en insektsart som beskrevs av Carl Stål 1875. Callimenus latipes ingår i släktet Callimenus och familjen vårtbitare. Inga underarter finns listade i Catalogue of Life.